# Valdefuentes del Páramo
Valdefuentes del Páramo est une commune d'Espagne dans la province de León, communauté autonome de Castille-et-León. Elle s'étend sur 24,17 km2 et comptait environ 347 habitants en 2015.